# Alberta De Simone
Alberta De Simone (Montella, 8 maggio 1948) è una politica italiana, ex presidente della provincia di Avellino ed ex deputata.

## Carriera politica
Laureata in Lettere, docente di scuola media superiore, aderisce ai Democratici di Sinistra, di cui è stata deputata alla Camera nella XII, XIII e XIV Legislatura.
È stata eletta Presidente della Provincia nel turno elettorale del 2004 (elezioni del 12 e 13 giugno), raccogliendo il 68,1% dei voti in rappresentanza di una coalizione di centrosinistra battendo il candidato di centrodestra Arturo Iannaccone fermo al 31,3%.
È inizialmente sostenuta, in Consiglio provinciale, da una maggioranza costituita da: Margherita, DS, UDEUR, SDI, PRC, Comunisti Italiani, Verdi.
Dall'estate 2006 il PRC stabilirà il passaggio all'opposizione, dopo la conferma della sua esclusione dalla giunta amministrativa.
Il 7 luglio 2008 17 consiglieri appartenenti a I Popolari (in contrasto con la decisione della presidente di affidare due assessorati al Partito Democratico) e al centrodestra hanno firmato le dimissioni, sfiduciando di fatto l'ente provinciale. Le dimissioni sono state revocate dal Consiglio di Stato perché presentavano vizi di forma, ma l'ente provinciale è stato comunque commissariato.